# Born to Be
Born to Be è l'ottavo EP del girl group sudcoreano Itzy, pubblicato nel 2024.

## Tracce
1. Born to Be – 2:58
2. Untouchable – 3:14
3. Mr. Vampire – 2:50
4. Dynamite – 2:49
5. Yeji – Crown on My Head – 3:12
6. Lia – Blossom – 3:14
7. Ryujin – Run Away – 3:36
8. Chaeryeong – Mine – 2:48
9. Yuna – Yet, But – 3:25
10. Escalator – 3:20